# Daniela Ciucarelli
Daniela Ciucarelli ist eine ehemalige argentinische Handballspielerin, die in der Disziplin Beachhandball eine frühe argentinische Nationalspielerin war.
Ciucarelli spielte für Asociación Deportiva de Handball Nuestra Señora de Luján in der höchsten argentinischen Liga. Nachdem sie in der Hinrunde (Apertura) 2008 Vizemeisterin geworden war, gewann sie den Titel der Rückrunde (Clausura). 2010 gewann sie mit ihrer Mannschaft das Super-4-Finalturnier um die argentinische Meisterschaft, 2014 erneut. Hinzu kommen Vizemeisterschaften in den Hinrunden 2010 und 2014, den Rückrunden 2011, 2014 und 2015 sowie beim Pokalwettbewerb der Region Buenos Aires, Copa FeMeBal, 2015.
Nach der endgültigen dauerhaften Gründung einer Beachhandball-Nationalmannschaft der Frauen in Argentinien 2008 dauerte es noch ein Jahr, bis Ciucarelli im Rahmen der Südamerikanische Beach Games 2009 in Montevideo ihr Debüt gab. Sie erreichte mit ihrer Mannschaft das „kleine Finale“ gegen Paraguay und gewann mit Argentinien hier die Bronzemedaille. Nächstes Turnier waren erneut die South-American Beach Games 2011. Hier erreichten die Argentinierinnen das erste Mal ein internationales Finale, verloren dieses aber mit 0:2 gegen Brasilien. Nachdem Ciucarelli nicht für die Panamerika-Meisterschaften 2012 nominiert wurde, wurde ein Turnier in Uruguay 2013 der letzte Einsatz für die Nationalmannschaft.